# Amy Griffin
Amy Griffin (geb. Allmann; * 25. Oktober 1965) ist eine ehemalige US-amerikanische Fußballtorhüterin.

## Karriere

### College
Von 1984 bis 1987 hütete sie das Tor beim Universitätsteam UCF Knights.

### Nationalmannschaft
Für die US-amerikanische A-Nationalmannschaft debütierte sie am 5. Juli 1987 in Blaine (Minnesota) beim 3:0-Sieg im Freundschaftsspiel gegen die Nationalmannschaft Norwegens. Im weiteren Verlauf wurde sie in den Kader für die – für Frauen erste offizielle – Weltmeisterschaft 1991 berufen, kam in diesem Turnier nicht zum Einsatz, gewann jedoch als Teil der Mannschaft am Ende den ersten Weltmeistertitel.

### Trainer
Ihr Trainerkarriere begann nach ihrem Ende als Spielerin bei den UCF Knights dort dann als Co-Trainerin, wo sie bis 1988 wirkte. Danach wechselte sie in der gleichen Position zu den Santa Clara Broncos bis 1991 und danach bis 1992 zu den San Diego Toreros. Erstmals als Cheftrainerin stand sie dann bei den New Mexico Lobos von 1993 bis 1995 an der Seitenlinie. Danach ging sie aber in ihre alte Rolle als Co-Trainerin zurück und war als diese bis 2004 bei den Washington Huskies aktiv, danach wechselte sie hier in die Rolle einer stellvertretenden Cheftrainerin. Wo sie bis 2019 verblieb.
Noch während ihrer Zeit bei den Huskies war sie auch für den nationalen Verband aktiv und wirkte hier jeweils als Co-Trainerin im Jahr 2010 bei der U17, von 2012 bis 2014 bei der U20 sowie im Jahr 2015 noch bei der U23.